# Darima Sanżejewa
Darima Szanimajewna Sanżejewa (ros. Дарима Шанимаевна Санжеева; ur. 18 maja 1989) – rosyjska zapaśniczka startująca w stylu wolnym. Dziesiąta na mistrzostwach Europy w 2011. Szósta w Pucharze Świata w 2011 i siódma w 2009. Trzecia na akademickich MŚ w 2014.  Mistrzyni Rosji w 2014, druga w 2011 i 2012, a trzecia w 2013 i 2015 roku.